# 心の四季
『心の四季』（こころのしき）は、髙田三郎が作曲した合唱組曲。全編でピアノ伴奏を伴う。作詩は吉野弘。

## 概説
1967年（昭和42年）度文化庁芸術祭参加作品として、NHK名古屋放送局の委嘱により混声合唱版が作曲された。放送初演は同年11月23日、合唱＝名古屋放送局合唱団、指揮＝石丸寛、ピアノ＝松野稀一。翌年にカワイ出版から出版され、1970年には女声合唱にも編曲された。男声合唱版は合唱指揮者今井邦男による編曲のもの及び今井版を参照に須賀敬一が編曲したものがそれぞれある。
男声版は、須賀敬一の編曲によるものが1980年代から数曲演奏会のアンコール等で披露されていたが、全曲版については、今井邦男編曲版が今井自身の指揮で東北大学男声合唱団により1994年に初演、翌年高田の教示により今井が加筆訂正したものを、須賀敬一指揮により須賀自ら技術顧問を務める大阪経済大学グリークラブによって改訂版初演された。須賀敬一編曲による全曲版初演は、2002年高田三郎の３回忌に、東海メールクワイアーによって演奏された｡
高田の芸術祭参加作品の中で唯一受賞を逃した作品であるが、混声版、女声版とも100刷を超え、『水のいのち』とならぶ高田の代表作の一つに数えられる。
芸術祭参加にあたって高田は、高野喜久雄（『水のいのち』作詞者）の詩集『闇を闇として』（1964年）の巻末に解説を書いた吉野に注目し、吉野の代表的な詩「I was born」への作曲を試みるが、吉野からは「この詩は作曲には全く向かないから」と言われ、代わりに吉野は30以上の詩を高田に提供する。高田は「私は、作曲に向いても向かなくても、これと思う詩に曲を付けていってしまう種類の人間であるが、この時は吉野さんの計画に従うことにしたのであった」として、この中から7編を選び、組曲として構成した。『水のいのち』と比べると吉野の言葉は明瞭で、高田は「私は詩の選び方にある特殊な好みを持っており、なかなか一筋縄ではいかない作品が多いが、この曲はそれらの中では取り付き易い方で「私の作品への入門曲」という人もいる。」としている。

## 組曲構成
全7楽章である。
1. 風が
変イ長調。詩は作曲に際しての吉野の書き下ろし。「風に吹かれて舞い落ちる桜の花びらを見ていると、春が刻一刻弱くなっていくようだ。私たち人間も見えない時間に吹かれてやはり弱くなっていく。人々はそれに気付いて生きているのだろうか?」「この第一曲に題をつける話になった時、吉野さんは「<見えない時間>はどうでしょう」といわれた。この曲への○×式の答えは<見えない時間>が○であろう。しかし吉野さんは日本の四季を見事に、四連にそれぞれ書いておられる。私はさりげなく最初のことば<風が>を提案し賛成してもらった。」[3]
2. みずすまし
嬰ニ短調。「われわれ人間は分厚い日常という名の水面に浮いていて、もぐらないし、もぐれないままである。」[4]
3. 流れ
ニ長調。「豊かでおおらかな流れ。その水流を噛む馬のように流れに逆らう岩。水中には強靭な尾で水を蹴り遡っていく魚。豊富な水流は、むしろ卑屈なものたちを、川下へ、川下へと押し流している。」[5]
4. 山が
イ長調。「山の澄んだ空気。響き合うエコー。山の地方。遠近の山々。歌う人たちも聴く人たちをもその澄んだ空気の中へつれて行けたらという願いの曲である。」[6]
5. 愛そして風
変ロ長調。詩は作曲に際しての吉野の書き下ろし。「枯草は、風が走ればそよぐが、風が去れば、素直に静まる。どうしてだろう?ひとだけは、過ぎた昔の愛の疾風に、いつまでも吹かれざわめき、その思い出を歌うことをやめない。」[6]「高田作品にはめずらしいロマンティックな音楽が付けられているのは、愛の苦しさ、辛さ、哀しさ故ではないだろうか。」[7]
6. 雪の日に
この曲の中で持続されるフォルテは東北の雪のフォルテである。「しかしそれでもまだ足りないものがある。それは歌っている人全体が、生来「白」の性とともに空に生まれてきた東北の雪になり切ることではないだろうか?」「「自分で自分を欺くことだけは」という最後の願いすら自分の手に負えなくなってしまったかのように雪ははげしく降っている。」[8]
「終結部に現われる最低音Fとその周辺の音の連打、そしてついにそのF音上に停止するピアノの伴奏型は、歌舞伎で用いられる（雪の太鼓）の効果音を、作曲者流にピアノに移しかえたものである。」[7]
7. 真昼の星
ト長調。詩は作曲に際しての吉野の書き下ろし。「<雪の日に>でこの組曲を終わった方がよいと思った人も昔はあったが、今はすべての人が<雪の日に>の余韻の中で、この<真昼の星>のなぐさめを味わいながら、この組曲をきき了えてくれている。」[9]

## 楽譜
混声版、女声版はカワイ出版から、男声版（須賀版）は東海メールクワィアーから出版されている。今井版は未出版。